# Serica tryznai
Serica tryznai är en skalbaggsart som beskrevs av Ahrens 2007. Serica tryznai ingår i släktet Serica och familjen Melolonthidae. Inga underarter finns listade i Catalogue of Life.